# Жумагул Сааданбеков
Сааданбеков Жумагул Сааданбекович (3 березня 1940) — киргизький дипломат. Надзвичайний і Повноважний Посол Киргизстану в Україні.

## Життєпис
Народився 3 березня 1940 року в з. Шапак Ак-Суйського району Іссик-Кульської області Киргизької РСР. У 1960 закінчив Пржевальський педінститут, вчитель фізики і математики. Кандидат філософських наук.
З 1961 по 1964 — Вчитель Джети-Огузькоъ середньої школи ім. С. М. Кірова, Іссик-Кульська область Киргизької РСР.
З 1964 по 1967 — Заступник директора Барскаунської середньої школи, Іссик-Кульська область Киргизької РСР.
З 1967 по 1969 — Інструктор Джеті-Огузького Районного Комітета Компартії Киргизії, Іссик-Кульськая область Киргизької РСР.
З 1969 по 1974 — Молодший, Старший науковий співробітник Інституту філософії і права Академії Наук Киргизької РСР, м. Фрунзе.
З 1974 по 1977 — Завідувач Відділу пропаганди і агітації Міського Комітету Фрунзе Комуністичної партії Киргизії.
З 1977 по 1981 — Завідувач Відділу організаційно-партійної роботи Міського Комітету Фрунзе Комуністичної партії Киргизії.
З 1981 по 1983 — Секретар Міського Комітету Фрунзе Комуністичної партії Киргизії.
З 1983 по 1984 — Інспектор Відділу організаційно-партійної роботи ЦК Комуністичної партії Киргизії.
З 1984 по 1988 — Заступник завідувача Відділу пропаганди і агітації ЦК Комуністичної партії Киргизії.
З 1988 по 1990 — Завідувач Ідеологічного відділу ЦК Комуністичної партії Киргизії.
З 1990 по 1991 — Голова Постійної комісії Верховної Ради Киргизької РСР по культурі, освіті, спорту і туризму .
З 1990 по 1991 — Заступник Голови Ради Республік Верховної Ради СРСР, член Президентської ради Киргизької Республіки.
З 1991 по 1992 — Голова Державної інспекції при Президентові Киргизької Республіки.
З 1992 по 1996 — Глава Іссик-Кульської обласної державної адміністрації Киргизької Республіки.
З 1998 по 2000 — Надзвичайний і Повноважний Посол Киргизької Республіки в Україні.
З 2001 по 2007 — Надзвичайний і Повноважний Посол Киргизької Республіки в Республіці Казахстан.
По 31 грудня 2012 року — Ректор Дипломатичної академії Міністерства закордонних справ Киргизстану

## Автор праць
- книга «Сутінки авторитаризму: захід або світанок?», м. Київ, вид-во «Ніка-Центр», 2000 р., 624 с.